# Дедеркой (платформа)

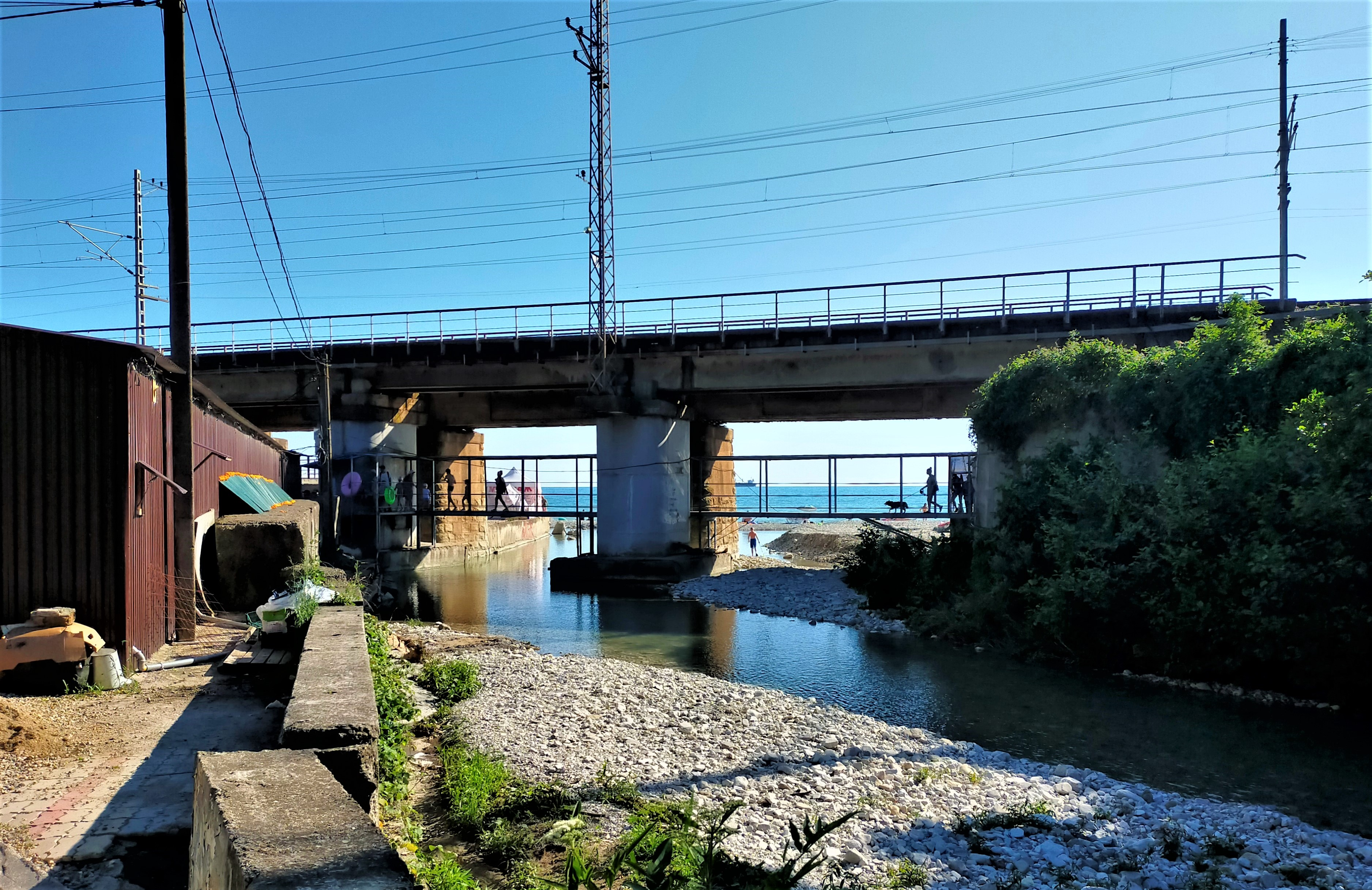
Железнодорожный мост через реку Дедеркой вблизи платформы

Дедерко́й — платформа Северо-Кавказской железной дороги РЖД, расположена в посёлке Дедеркой Туапсинского района Краснодарского края, Россия.

## Описание
Расположена на берегу Чёрного моря у впадения реки Деде.